# Altendorf (Sebnitz)
Altendorf je vesnice, místní část velkého okresního města Sebnitz v německé spolkové zemi Sasko. Nachází se v zemském okrese Saské Švýcarsko-Východní Krušné hory a má 342 obyvatel.

## Historie
Vesnice je v historických pramenech prvně zmiňovaná roku 1445 jako Aldendorff nebo Adendorff, avšak pravděpodobně byla založena Franky jako krátká lánová ves již na přelomu 11. a 12. století. Sídlo mělo vnější opevnění a od poloviny 16. století náleželo k Hohnsteinu. V 19. století byl Altendorf po určitou dobu samostatnou obcí.
V roce 1974 se Altendorf spolu se sousedním Mittelndorfem připojil k Lichtenhainu. Od roku 1994 byl součástí bývalé obce Kirnitzschtal (v překladu Křinické údolí), která byla 1. října 2012 začleněna do velkého okresního města Sebnitz. V Altendofu je zastavení jedné z osmi etap turistické Malířské cesty, vybudované v roce 2012.

## Geografie
Altendorf leží na okraji národního parku Saské Švýcarsko a prochází jím lužický zlom, hranice mezi hornolužickým žulovým masivem a Labskými pískovci. Nejvyšším bodem vesnice je Adamsberg (302 m). Severní hranici tvoří říčka Sebnice, jižní pak Křinice. Podél řeky Sebnice se rozkládá evropsky významná lokalita Lachsbach- und Sebnitztal. Údolím Sebnice prochází železniční trať Budyšín – Bad Schandau, vlastní zastávku však Altendorf nemá. Údolím Křinice prochází tramvajová trať Kirnitzschtalbahn spojující Bad Schandau s Lichtenhainským vodopádem.